# دامینوستین
|                                                                                      |  |  |
| دامینوستین با پوشش شیر و شکلات. (سمت راست) دامینوستین با پوشش شکلات تلخ اصل (سمت چپ) |  |  |

دامینوستین نوعی شیرینی است که در کشورهای آلمان و اتریش در خلال کریسمس مصرف زیادی دارد. این نوع شیرینی که بر اساس شیرینی‌های لبکاخن تهیه شده‌است در سال ۱۹۳۶ به وسیله هربرت وندلر ابداع گردید.